# Фредерік Пітмен
Фредерік Пітмен (англ. Frederick Pitman, 1 червня 1892 — 25 липня 1963) — британський академічний веслувальник.
Срібний призер Олімпійських Ігор 1912 року в складі вісімки.